# Skrudaliena
Skrudaliena (pol. hist. Skrudelino) − wieś na Łotwie, w novadsie Górna Dźwina, 11 km na południowy wschód od Dyneburga. W 2009 roku liczyła 186 mieszkańców.
Dawniej siedziba gminy Skrudelino, w latach 1919–1920 na obszarze tzw. administracyjnego okręgu wileńskiego II Rzeczypospolitej. W lipcu 1920 roku obszar gminy Skrudelino (oraz pięciu innych sąsiednich gmin o łącznej powierzchni 1,5 tys. km²) został zajęty przez Łotyszy i wcielony do Łotwy.